# Kedirinus albidiceps
Kedirinus albidiceps is een keversoort uit de familie klopkevers (Ptinidae). De wetenschappelijke naam van de soort werd in 1914 gepubliceerd door Maurice Pic.